# نیکولای پروخورکین
نیکولای پروخورکین (روسی: Николай Николаевич Прохоркин؛ زادهٔ ۱۷ سپتامبر ۱۹۹۳) بازیکن هاکی روی یخ اهل روسیه است.
وی همچنین برندهٔ جوایزی همچون نشان دوستی شده‌است.